# Єльтай (Буландинський район)
Єльта́й (каз. Елтай) — село у складі Буландинського району Акмолинської області Казахстану. Входить до складу Алтиндинського сільського округу.
Населення — 56 осіб (2021; 145 у 2009, 217 у 1999, 224 у 1989).
Національний склад станом на 1989 рік:
- казахи — 100 %.